# Дмитриев, Михаил Васильевич
Михаил Васильевич Дмитриев (12.03.1918, г. Рыбинск Ярославской губернии — 18.01.1962, Снежинск Челябинской области) — военный инженер-химик, участник атомного проекта СССР, кандидат технических наук (1958), лауреат Сталинских премий (1951, 1953).

## Биография
Родился 12 марта 1918 года в городе Рыбинске Ярославской губернии.
Призван в РККА 1 сентября 1937 года. Окончил Военную Академию химической защиты им. К. Е. Ворошилова в 1941 году, в июле того же года направлен в действующую армию. Воевал в Крыму в составе 8-й огнеметной роты 51-й армии. Участвовал в Керченско-Феодосийской операции в составе 83-й Морской бригады Крымского фронта, с июля 1942 — на Сталинградском, затем — на 4-м Украинском фронте в составе железнодорожных бригад.
В октябре 1946 года направлен на предприятие п/я 975 (КБ-11, ныне РФЯЦ — ВНИИЭФ) в одну из исследовательских лабораторий, где через несколько лет начал заниматься новой отраслью — химией радиоактивных материалов. Участник создания экспериментального оборудования, позволившего определить критическую массу металлического плутония и выбрать оптимальный отражатель нейтронов.
В составе группы был основным разработчиком нейтронного запала для первой советской атомной бомбы, испытанной в 1949; параметры миниатюрного источника нейтронов большой мощности оставались непревзойденными более 30 лет.
В начале 1950-х при ликвидации радиационной аварии получил поражение почек. В 1955 г. переведен на предприятие п/я 0215 (НИИ-1011, ныне РФЯЦ — ВНИИТФ им. акад. Е. И. Забабахина) на должность начальника радиохимического отдела экспериментального физического сектора, где организовал и наладил работу по определению мощности ядерных взрывов с помощью методов радиохимии.
С 1959 г. заведующий вновь созданной технологической лаборатории.
Кандидат технических наук (1958, без защиты диссертации).
Умер 18.01.1962 в московской специализированной клинике после продолжительной болезни.

## Награды
Медаль «За победу над Германией в Великой Отечественной войне 1941–1945 гг.»
Лауреат Сталинских премий — II степени (1951), III степени (1953), награжден орденом Ленина (1949), орденом Трудового Красного Знамени (1954), медалями.